# Легте Гайнсалу
Легте Гайнсалу (ест. Lehte Hainsalu, 31 жовтня 1938, Гааслава, Тартуський повіт, Естонія) — естонська письменниця, журналістка і політик.

## Біографія
Народилася 31 жовтня 1938 у муніципалітеті Гааслава, Тартуський повіт, Естонія.
Гайнсалу є одною із представниць естонської громадськості, що підписала так званий «Лист 40» [Архівовано 4 січня 2019 у Wayback Machine.].
Вона належить до «Клубу 20 серпня» [Архівовано 16 серпня 2018 у Wayback Machine.], який об'єднав депутатів Верховної Ради Естонської Республіки 20 серпня 1991 року в ухваленні рішення про здобуття незалежності Естонської Республіки.
1956 закінчила Тартуську середню школу № 2, а 1961 — факультет історії в Тартуському державному університеті. З 1958 є членом Спілки письменників Естонії.
Працювала в газеті «ЕДАС», пізніше — на Тартуському машинобудівному заводі і викладала рідну мову в декількох школах Тарту.
Також протягом восьми років працювала в ETV Tartu і була автором сценарію декількох серіалів (наприклад, «Lapsesuu»). З 1981 по 1990 рік очолює Тартуське відділення Спілки письменників Естонії. У 1993-2003 викладала стилістику в Духовній академії в Тарту.
Опублікувала багато поетичних збірок, романів і дитячих книг, отримала численні літературні нагороди.
Визнана почесною громадянкою Тарту. Нагороджена орденом Білої зірки V класу, Орденом Державного герба III і IV ступеня, Орденом за заслуги.

## Політична діяльність
До 1980 написала понад 40 книжок і поетичних збірок, крім того з 1990 по 1992 була членом Верховної ради Естонської Республіки, головою Комітету з соціальних питань, а також заступником голови Фонду прав громадян Конституційних зборів. 
Була серед 69 членів Верховної ради Естонської Республіки, які 20 серпня 1991 проголосували за Рішення про національну незалежність Естонії.

## Збірки поезій
- 1957 «Блошина квітка»
- 1960 «Квіткові маяки»
- 1966 «Жито в голові»
- 1972 «Зсередини»
- 1973 «Час в піщаній бурі» (сонети)
- 1974 «Підземні води» (балади)
- 1980 «Єдина ніч» (збірка)
- 1986 «Приходьте подивитися на залізний місяць»
- 1989 «Taped Party» (пісні)
- 1994 «Довгий Герман»
- 2003 «Діти, що літають на вітрі», вибрані вірші (у тому числі неопубліковані вірші)
- 2008 «Майбутнє минулого» (вірші, засновані на Старому Завіті)
- 2008 «Спів» (збірка)
- 2009 «Максіміні»
- 2011 «Весілля або свободи Прійї». Документальна балада. (Здобуття національної незалежності Естонії). — Творчість 2011, 8, с. * 1041—1049
- 2013 «Без уваги»
- 2014 «Світ закінчився»
- 2016 «Офіціант», «Вечір»,

## Дитячі книги
- 1971 «Коли я один»
- 1972, 1990 «10 тортів»
- 1973 «Великий брат Маті і Маленька сестра Каті»
- 1974 «Аннед і Марс»
- 1984 «Дитина хоче розігнати клас»
- 1992 «Марнославство»
- 1994 «Ви ще боїтеся жабу?»
- 1994 «Піккуріллі»
- 1995 «Винний завод»
- 1997 «З вуст в уста»
- 1997 «Jette»
- 1998 «Піммі»
- 1999 «Сім капелюхів»
- 2003 «Школа — це двокрапка»
- 2003 «Саншайн»
- 2003 «Маленький гігант»
- 2005 «Лемміко, старший син»
- 2004—2006 підручник для дитячих садків і початкових класів «Я сам» (12 книг + карткова гра «Jonnakas Jott»)
- 2007 «Майстер Великого Шва»
- 2007 «Сліпий охоронець»
- 2008 «Маленький білий»
- 2008 «Dogfight»
- 2009 «Грати в щось»
- 2011 «Виклик»
- 2011 «Одинадцять до одного» (збірка книг, присвячених онукам)
- 2015 «Три леопарди»
- 2016 «Три тисячі хутра і сміливих»

## Премії та нагороди
- 1981 Нагорода журналу «Looming»
- 1983 Літературний приз ім. Едуарда Вільде
- 1985 Нагорода журналу «Looming»
- 1987 Нагорода Ф. Тугласа Новела
- 1992 Поетична премія К. Е. Соуді
- 1996 Конкурс роману Естонії, другий приз
- 1998 Літературний приз ім. Едуарда Вільде
- 2000 Премія 3-го Естонського національного конкурсу.
- 2001 Орден Білої зірки 5-го ступеня
- 2002 Національний орден 4-го ступеня
- 2006 Державний герб III класу
- 2012 Почесна громадянка Тарту
- 2012 Великий Святвечір BG Forselius Society
- 2015 Почесний опікун Товариства Ванемуйне